# Saint-Joseph (ville de la Dominique)
Pour les articles homonymes, voir Saint-Joseph.
Saint-Joseph est une ville de la Dominique, située dans la paroisse de Saint-Joseph.

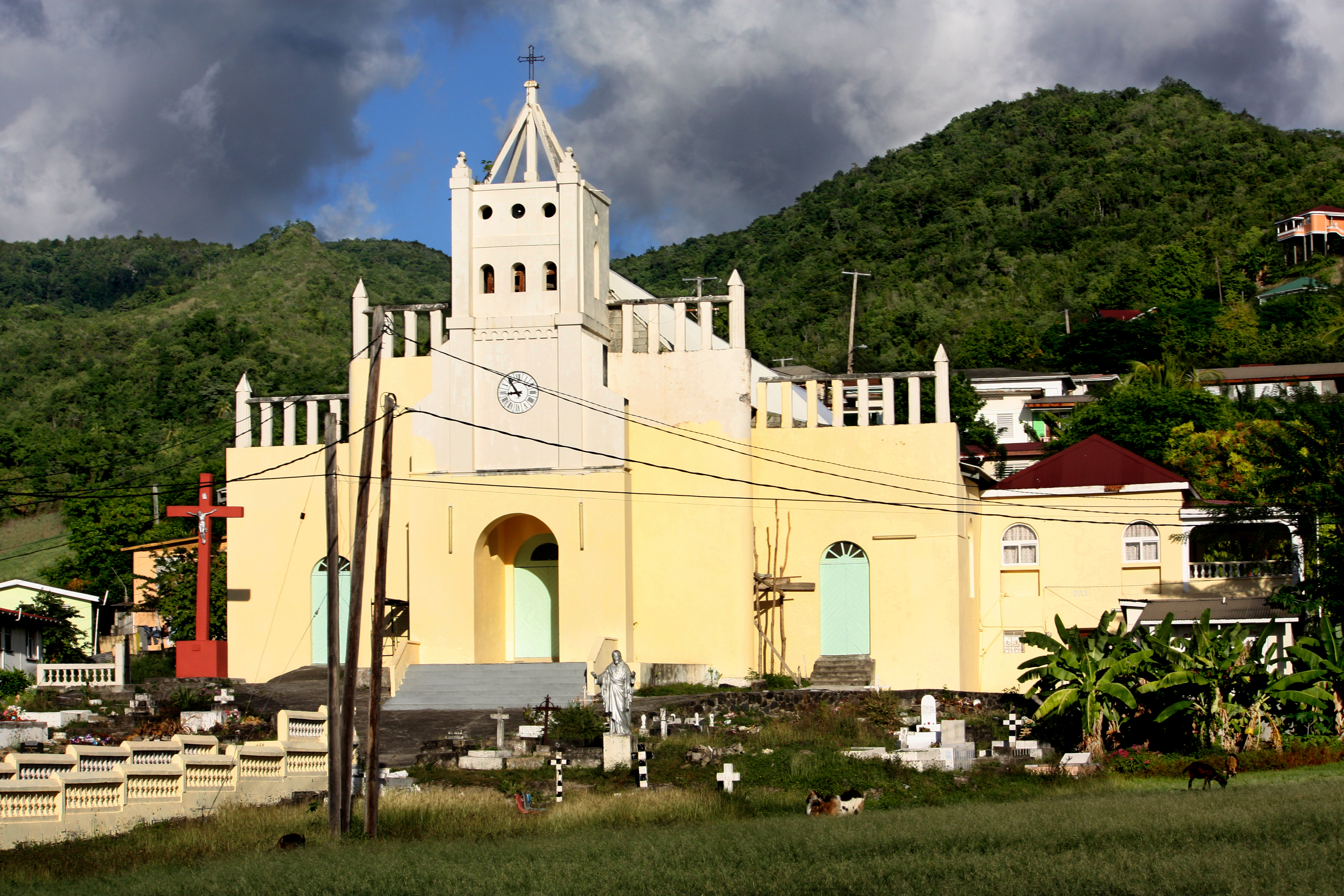
Église paroissiale Saint-Joseph